# David Malpass
David Robert Malpass (Petoskey, 8 marzo 1956) è un economista, politico e funzionario statunitense, da aprile 2019 presidente della Banca Mondiale.
Fu vicesegretario del tesoro sotto il Presidente Ronald Reagan, vicesegretario di Stato sotto il Presidente George H. W. Bush e capo economista di Bear Stearns per i sei anni precedenti il suo crollo.
Durante le elezioni presidenziali statunitense del 2016, Malpass è stato consigliere economico di Donald Trump e nel 2017 è stato nominato sottosegretario di Stato agli affari internazionali al Dipartimento del tesoro degli Stati Uniti d'America.

## Biografia
Malpass si diploma in fisica al Colorado College e prende un master  presso l'Università di Denver.  Studia quindi economia internazionale presso la School of Foreign Service della Università di Georgetown.  Parla spagnolo, russo e francese. Dal 1977 al 1983 lavora a Portland, in Oregon, per conto della Esco Corporation e del gruppo di consulenza sui sistemi di Arthur Andersen.
Durante le presidenze di Ronald Reagan e George HW Bush, Malpass lavora su una serie di questioni economiche, di bilancio e di politica estera, compresa la promozione delle piccole imprese in tutta l'America Latina e il taglio delle tasse del 1986. Membro del comitato economico congiunto del Congresso dal 1989 al 1990, diventa capo economista della Bear Stearns dal 1993 al 2008. Come conseguenza della crisi finanziaria globale e sotto l'impulso della Federal Reserve e del Dipartimento del Tesoro statunitense, Bear Sterns sarà poi venduta a JP Morgan Chase nel marzo 2008 per il 6% del valore che aveva dodici mesi prima.
Nel giugno 2008 Malpass fonda Encima Global, una società di New York che fornisce analisi giornaliere delle tendenze economiche e politiche globali rilevanti per gli investitori istituzionali.  Nel 2010 si candida per la nomination repubblicana al Senato degli Stati Uniti nelle elezioni speciali di quell'anno a New York, piazzandosi al secondo posto nelle primarie con il 38% dei voti contro il 42% dell'ex membro del Congresso Joe DioGuardi.